# Tableau de loge

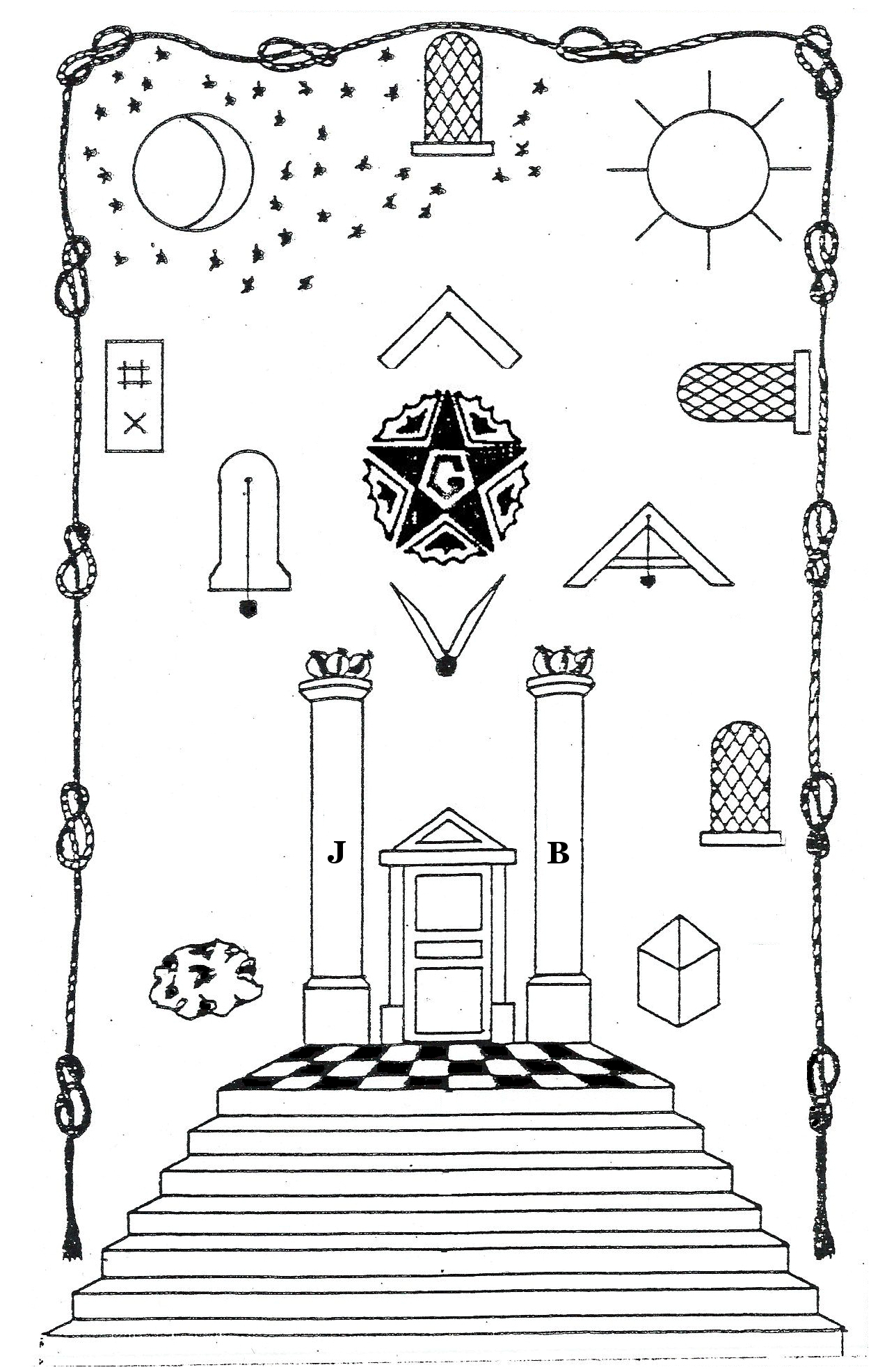
Tableau de compagnon selon le Régulateur du maçon de 1801

Le tableau de loge ou tapis de loge est en franc-maçonnerie une représentation de symboles. En Angleterre comme en France, il est à l'origine dessiné sur le sol à la craie ou au charbon de bois, puis effacé à l'issue des travaux. Peint ultérieurement sur un support mobile, tel un tableau ou une toile de format rectangulaire. Il prend dès lors le nom usuel en Europe continentale de : tapis de loge. Composition graphique, représentant un plan pouvant être un lieu et servant à la pratique de certains rites maçonniques, l'ensemble des symboles représentés est organisé selon une logique spatiale déterminée. 
Issu de la tradition spéculative des rites dits « modernes » dont il est l'élément symbolique et constitutif fondamental, il reste utilisé sous une forme traditionnelle par de nombreuses loges 
maçonniques. Les tableaux de loge représentent les symboles propres à un grade ou une cérémonie de réception ou encore les scènes mythiques qui servent à la réflexion sur le grade qu'ils servent. Support d'instruction, il s'établit comme un outil favorisant, par un travail mémoriel, une réflexion intellectuelle qui prend différentes formes selon les époques et les pays.

## Historique

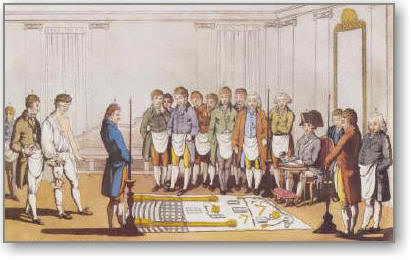
Tenue autour du tapis de loge XVIIIe siècle

Le tapis de loge, nom donné dans la tradition maçonnique française qui l'appelle aussi parfois, tableau de loge ,, est le symbole et « l'outil » le plus caractéristique des rites dit « modernes », issue de la première Grande Loge d'Angleterre, comme le Rite français. Son usage est attesté dans les plus vieux procès-verbaux des loges maçonniques d'Angleterre entre 1738 et 1787 ou encore dans le texte des « trois coups distincts » (« Three Distinct Knocks ») de 1760 où l'on peut lire : « le plan est dessiné sur le plancher de l'est à l'ouest, le Maître se tient à l'est avec l'équerre au col [...] ce tableau est généralement fait de craie et de charbon... ». Si l'usage le plus ancien consiste à dessiner le tableau de loge et à l'effacer ensuite, la pratique en est arrivée rapidement à faire des « tableaux permanents ». On trouve en Angleterre en 1736, la plus ancienne mention d'une toile peinte représentant « les diverses formes d'une loge de maçon ».

## Éléments constitutifs
La composition visuelle décrite dans le Régulateur du maçon présente pour le 1er grade (apprenti) par exemple : une perspective orientée partant d'un seuil délimité par les deux colonnes, « J » au nord et « B » au sud, précédées de marches et passant par un « pavé mosaïque » amenant le regard vers le fronton du Temple. Dans cet espace ainsi délimité sont disposés, avec une rigoureuse logique spatiale, des pierres, des outils, un niveau et une perpendiculaire au nord et au sud, une équerre et un compas à l'est et à l'ouest, trois fenêtres, une planche à tracer, le tout inclus dans une composition avec le soleil et la lune, qui est parfois représentée au milieu d'étoiles. Cette composition rectangulaire est parfois bordée d'une « houppe dentelée »,.

## Utilisation symbolique
Le tapis de loge sert de modèle et de source qui se décline sur toutes sortes de supports. Fonctionnant comme un « aide-mémoire », il permet également d'effectuer un travail didactique, notamment avec les nouveaux arrivants, et engage plus particulièrement dans la tradition française à un travail de réflexion intellectuelle qui prend diverses formes selon les lieux et les époques et que l'on qualifie souvent de « symbolisme ». Chaque grade est doté de son tableau de loge qui résume au travers des symboles tracés ou peints, l'essentiel de l'enseignement contenu dans celui-ci.